# 佐竹靖彦
佐竹靖彦（さたけ　やすひこ、1939年-　）は、日本の中国史学者、東京都立大学 (1949-2011)名誉教授。
大阪府生まれ。1962年京都大学卒業、同大学院中退。1991年「唐宋変革の地域的研究」で文学博士。岡山大学講師、助教授、1977年東京都立大学 (1949-2011)助教授、教授、2003年定年退任、名誉教授。この間、プリンストン大学、コロンビア大学、パリ第7大学訪問教授。ニューヨーク市立大学、首都師範大学交換教授。北京大学客員教授、清華大学（新竹）講座教授。国際学術雑誌『中国史学』編集長。

## 著書
- 『宋元官箴総合索引』、赤城隆治共編、汲古書院、1987.10
- 『唐宋変革の地域的研究』、同朋舎出版、(東洋史研究叢刊)、1990.2
- 『梁山泊 水滸伝108人の豪傑たち』、中公新書、1992.1
- 『劉邦』、中央公論新社、2005.5
- 『中国古代の田制と邑制』、岩波書店、2006.4
- 『宋代史の基礎的研究』、朋友書店、2007.9
- 『項羽』、中央公論新社、2010.7

## 翻訳
- 『元の大都 マルコ・ポーロ時代の北京』、陳高華著、中公新書、1984.6